# Дом меблированных комнат Ф. Ф. Теодориди
Дом меблированных комнат Ф. Ф. Теодориди — памятник архитектуры. Расположен в Василеостровском районе Санкт-Петербурга, современный адрес дома — Малый проспект Васильевского острова, 38-40 / 14-я линия Васильевского острова, 73.
Первый каменный одноэтажный дом на участке был построен в первой трети XIX века. В 1840—1870 годах на участке располагалась небольшая шёлковая фабрика А. Вайнерта, с 1880-х годов — табачная фабрика «Босфор» Д. И. Иоаниди. Перед постройкой современного здания все предшествующие были снесены.

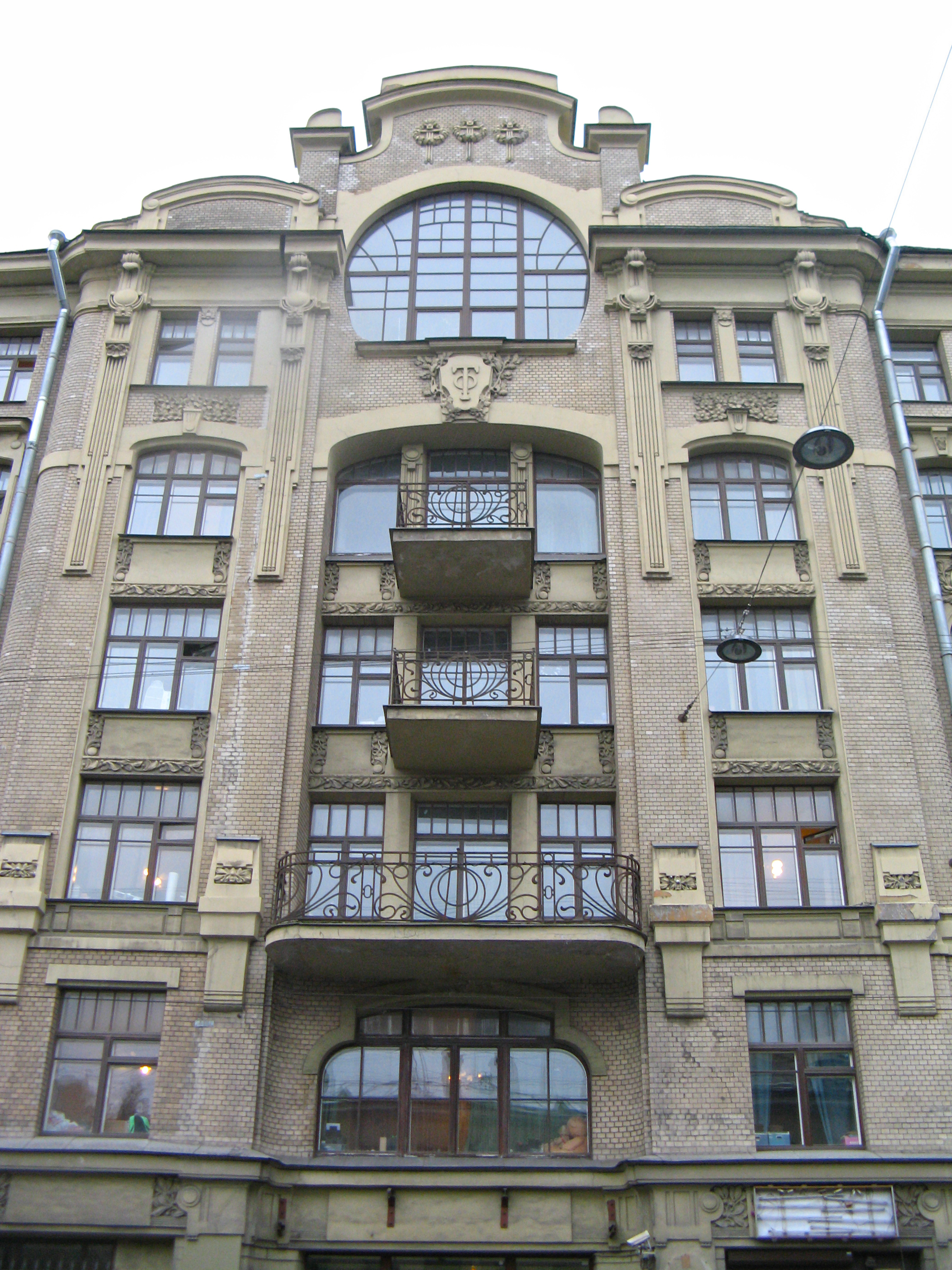

Шестиэтажное здание гостиницы со скруглённым углом, волнообразными аттиками и башенкой с щелевидными окнами построено в 1903—1905 годах И. П. Володихиным. Фасады здания облицованы светло-серым с охристым оттенком кирпичом с рельефной обработкой. Между этажами фасад декорирован картушами и фигурами, похожими на лиры.
На последнем этаже размещались мастерские М. И. Игнатьева, А. В. Кадникова, В. А. Пояркова, Ф. В. Сычкова, зал и вспомогательные помещения занимал кинотеатр «Прогресс», во дворе была создана табачная фабрика «Режи».
У этажей комнатно-коридорная планировка. Парадная лестница была украшена полихромными витражами производства фирмы «М. Франк и Ко» (витражи утрачены при расселении здания).